# 査察部
査察部（ささつぶ）は、日本の国税局に携わる官公庁の部局の名称である。
主に、国税犯則調査を行う部局。国税通則法（2018年までは国税犯則取締法）に基づく犯則調査機関。
1. 国税局に設置され、国税通則法に基づく犯則事件の強制調査・差押を行う。本項で解説する。
2. 国税隠語として旧東京国税局のあった大手町（おおてまち）や旧庁舎の六階（ロッカイ）とも呼ばれている。
3. 東京国税局・大阪国税局・名古屋国税局の3局のみに設置。
4. 東京・大阪・名古屋以外の国税局は上記3に準ずる『調査査察部』が設置。

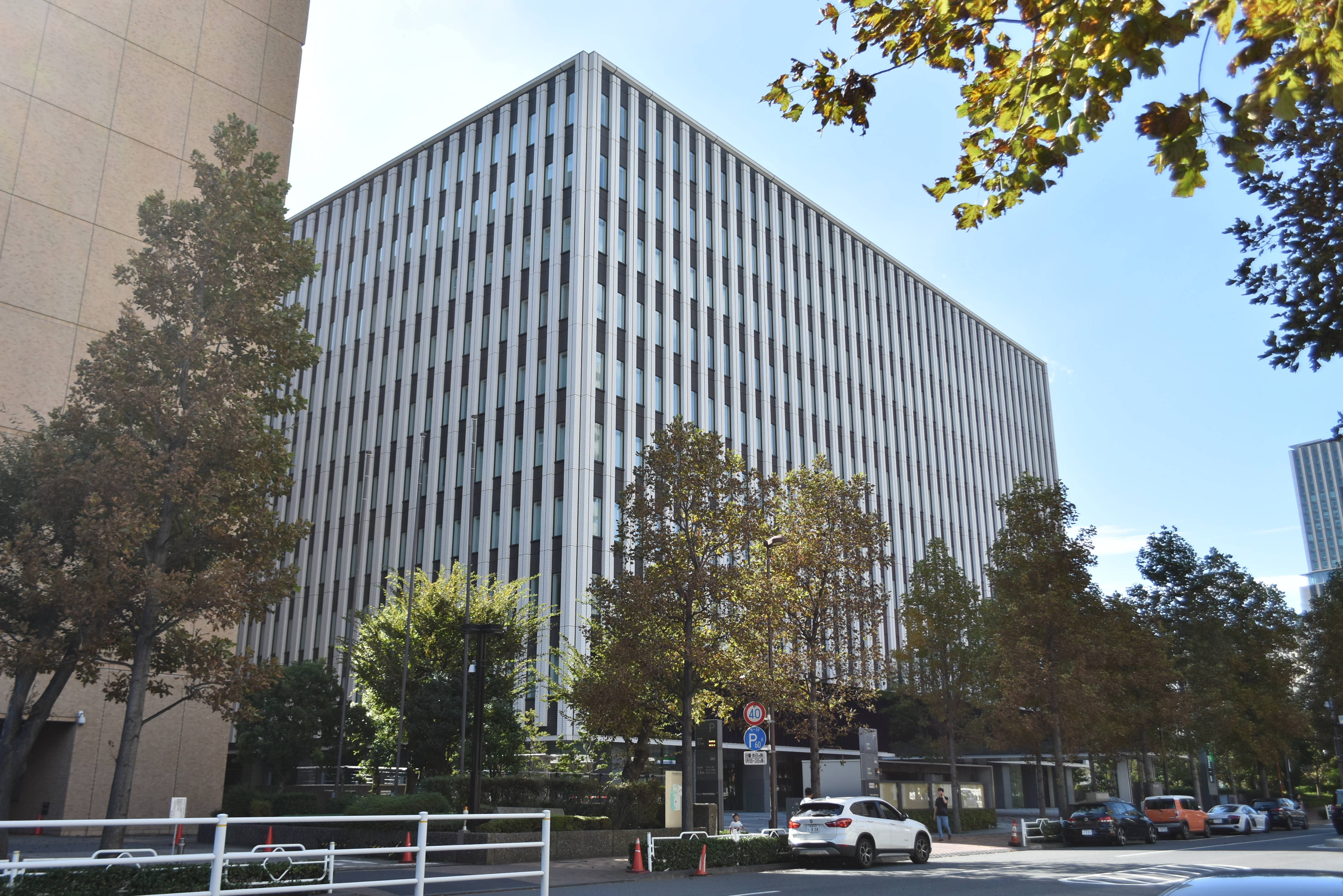
東京国税局外観（2018年10月8日撮影）

## 概要
個人や法人の税管理などを主に担当する税務署では取り扱うことが困難な悪質な脱税に対し調査を行い、検察庁に告発する業務を行っているのが『査察部』である。全国の査察部に在籍する約1300人の査察官（うち約600人が東京局）が査察業務を行っている。また、特別司法警察職員ではないが国税通則法により地方裁判所または簡易裁判所の裁判官の許可を得て、臨検・捜索・差押えをすることができる。査察部には内偵担当と捜索担当があり、その両部門が連携して悪質な脱税者の摘発に全力を尽くす。
情報部門（内偵班）
内偵調査を実施し、マスコミ情報や風評（タレコミ）、内部告発など脱税嫌疑者の事業や取引先など、金融機関や嫌疑者の身辺（親族・役員・特殊関係人など）を対象に秘密裏に調査し、緻密な情報分析や内偵調査を進め脱税の嫌疑が強くなれば裁判官に対し、捜索差押の許可状を請求する。部の組織上、内偵班の身分を明かすことはない。隠語は『情』の字から『ナサケ』と呼ばれる。
実施部門（捜索班）
犯則調査を実施し、内偵班が情報分析した対象者や関係者に対し、裁判官が交付した捜索差押令状に基づき、嫌疑者の居宅や会社の強制調査を行い、差押え証拠物件の検討を進め、質問調査権等により脱税の証拠を確立し検察庁に立件する。隠語は『実』の字から『ミノリ』と呼ばれる。検察庁や警察庁、法務省など他の官庁から出向した職員は実施部門に属する。

## 東京国税局査察部

### 組織
- 査察管理課
- 査察総括第一課
- 査察総括第二課
- 査察広域課
- 資料情報課
- 査察審理課
- 査察開発課
- 査察情報戦略課
- 査察国際課
- 特別国税査察官
- 査察第1部門～査察第16部門（情報部門）
- 査察第21部門～査察第37部門（実施部門）

## 役職
- 査察部長（財務省キャリア指定席）
- 情報部門担当次長（国税庁キャリア指定席）
- 実施部門担当次長（税務ノンキャリア指定席）
- 課長（大規模税務署長クラス）
- 統括官（一般税務署長クラス）
- 総括主査 （副署長クラス）
- 主査（税務署課長・統括国税徴収官クラス）
- 主任
- 係員

## メディア
- 伊丹十三監督マルサの女
- 伊丹十三監督マルサの女2
- ナサケの女
- 税務調査官・窓際太郎の事件簿
- マルサ!!東京国税局査察部
- チェイス〜国税査察官〜
- 東のエデン 劇場版II Paradise Lost

## 関連事項
- 山村紅葉 - 女優。学生時代、女優をしていたが国税専門官試験に合格し、大学卒業後、結婚するまで大阪国税局に国税調査官として勤務した。結婚後、出演依頼殺到により女優業復帰。